# Пирдопски апостол
Пирдопският апостол е българска книга, считана отначало за среднобългарско ръкописно произведение, обявено после за мистификация на новобългарски език.
Съхранява се в Националната библиотека „Св. св. Кирил и Методий“ (№ 497). Отделен лист от ръкописа се пази в Църковноисторическия и архивен институт (№ 407), също в София. Състои се от 130 пергаментови листа.
В миналото е съхраняван в църквата „Успение на св. Богородица“ в Пирдоп, където е описан за първи път от книжовника Васил Чолаков през 1870 г. Анализиран е обстойно през 1890 година от пирдопчанина Васил Балджиев, преподавател в Юридическия факултет на Софийския университет.
Изпратен е в Народната библиотека „Кирил и Методий“ от Пирдопското черковно–училищно настоятелство през 1914 година. Обявен е за късен фалшификат почти веднага след това. Основание дават новобългарският език на текста, както и съмнителните обстоятелства около съхраняването му. Твърди се, че е открит зазидан в ниша на останките на разрушената Еленска базилика (част от опожарения и разрушен в 1700 г. Еленския манастир „Св. Илия“).
Проф. Марин Дринов през лятото на 1869 г. съветва Нешо Бончев да отиде в Пирдоп, за да прегледа и опише ръкописите, които се намират там. Според Дринов в ръкопис от тях имало запис от времето на патриарх Евтимий. Към апостола според Чолаков е била приложена летописна бележка (приписка), която свидетелствала как след превземането на Търновград от турците патриарх Евтимий Търновски заминал за Еленския манастир „Св. Илия“ (в местността Еленско между гр. Пидоп и с. Антон). Патриархът бил намерил там прибежище при „пирдопския княз Момчил“. Странното в случая е, че името на град Пирдоп се появява за първи път през XVIII век, но фигурира в приписката, която би следвало да е с 5 века по-стара. По-късно оригиналът на бележката бил изгубен, но текстът ѝ е съхранен в публикацията на Васил Чолаков.
Според палеографски анализ на запазения препис в случая се отнася за мистификация, най-вероятно от първата половина на XIX век. За автор на приписката се представя някой си Радослав Вельов от Клисура, който е оприличаван от изследователи на друг литературен герой от възрожданската епоха – Методий Драгинов от Корова. За последния се предполага, че е мистификация, създадена от книжовника Стефан Захариев. Възможно е мистификацията с приписката за пирдопския княз Момчил да е дело на книжовника Тодор Пирдопски или на самия Чолаков.
В района има легенда, според която Момчил войвода бил родом от село Лъджене (дн. Антон), но живял в Пирдоп. Подобни легенди за Момчил го свързват (вероятно по името на неговата крепост Перитор в днешна Гърция) с Пирдоп, Пирот в Сърбия и Пирлитор в Черна гора.